# Comarca Almendralejo
Die Comarca Almendralejo ist eine der zwölf Comarcas in der Provinz Badajoz.
Die im Zentrum der Provinz gelegene Comarca umfasst 23 Gemeinden auf einer Fläche von 2.133,28 km².

## Gemeinden
| Gemeinde                  | Einwohner (2024) | Fläche km² | Dichte Einw./km² | Cod INE | Postleitzahl |
| ------------------------- | ---------------- | ---------- | ---------------- | ------- | ------------ |
| Aceuchal                  | 5.404            | 63,08      | 86               | 06002   | 06207        |
| Alconera                  | 756              | 32,71      | 23               | 06008   | 06393        |
| Almendralejo              | 34.284           | 164,27     | 209              | 06011   | 06200        |
| Feria                     | 1.047            | 73,72      | 14               | 06049   | 06390        |
| Fuente del Maestre        | 6.567            | 179,70     | 37               | 06054   | 06360        |
| Hinojosa del Valle        | 480              | 46,03      | 10               | 06068   | 06226        |
| Hornachos                 | 3.396            | 295,94     | 11               | 06069   | 06228        |
| La Lapa                   | 293              | 8,10       | 36               | 06071   | 06391        |
| Llera                     | 802              | 71,50      | 11               | 06073   | 06227        |
| La Morera                 | 704              | 43,39      | 16               | 06089   | 06176        |
| Palomas                   | 662              | 40,52      | 16               | 06098   | 06476        |
| La Parra                  | 1.284            | 78,21      | 16               | 06099   | 06176        |
| Puebla de la Reina        | 695              | 131,72     | 5                | 06104   | 06477        |
| Puebla del Prior          | 460              | 35,88      | 13               | 06106   | 06229        |
| Puebla de Sancho Pérez    | 2.635            | 56,69      | 46               | 06108   | 06310        |
| Ribera del Fresno         | 3.187            | 185,62     | 17               | 06113   | 06225        |
| Salvatierra de los Barros | 1.559            | 74,96      | 21               | 06117   | 06175        |
| Santa Marta               | 4.145            | 119,73     | 35               | 06121   | 06150        |
| Los Santos de Maimona     | 8.070            | 108,62     | 74               | 06122   | 06230        |
| Solana de los Barros      | 2.542            | 65,03      | 39               | 06126   | 06209        |
| Villafranca de los Barros | 12.362           | 104,42     | 118              | 06149   | 06220        |
| Villalba de los Barros    | 1.447            | 90,84      | 16               | 06152   | 06208        |
| Zafra                     | 16.711           | 62,60      | 267              | 06158   | 06300        |
| Comarca Almendralejo      | 109.492          | 2.133,28   | 51               | –       | –            |

## Nachweise
1. ↑  Instituto Nacional de Estadística Municipal Register of Spain
2. ↑  FUENTE: Ministerio de Agricultura, Pesca y Alimentación